# US Stade Tamponnaise
La Union Sportive Stade Tamponnaise, USST, fou equip de futbol de l'Illa de la Reunió que jugava a la Primera Divisió de les Illes Reunió, la màxima categoria de futbol en el departament d'ultramar de França.
El club fou el resultat de la fusió de S/S Tamponnaise (fundat el 1922) i Stade Tamponnais (fundat el 1971). L'any 2014 va desaparèixer per problemes econòmics. En el seu lloc va néixer un nou club anomenat La Tamponnaise.

## Palmarès
- Primera Divisió de l'Illa de la Reunió:[2]

1991, 1992, 1999, 2003, 2004, 2005, 2006, 2007, 2009, 2010
- Copa de l'Illa de la Reunió:[3]

1991, 2000, 2003, 2008, 2009, 2012
- Copa D.O.M:[4]

2000
- Copa de Campions d'Utramar: 3

2001, 2004, 2007
- Copa de l'Oceà Índic:

2004, 2006, 2007